# Renato Margaça
Renato João Inácio Margaça (ur. 17 lipca 1985 w Covilhã) – cypryjski piłkarz pochodzenia portugalskiego występujący na pozycji pomocnika. Zawodnik Anorthosisu Famagusta.

## Kariera klubowa
Margaça jako junior grał w zespołach SCU Torreense oraz FC Alverca. W 2004 roku został włączony do pierwszej drużyny Alverki, grającej w drugiej lidze i w sezonie 2004/2005 rozegrał tam 6 ligowych spotkań. Po sezonie odszedł z klubu, a następnie występował w trzecioligowych drużynach CD Fátima, SCU Torreense oraz CD Mafra.
W 2008 roku został zawodnikiem cypryjskiej Doksy Katokopia, grającej w pierwszej lidze. Jej barwy reprezentował przez dwa sezony, a potem przez jeden był graczem AEK Larnaka. W 2011 roku przeszedł do Omonii. W sezonie 2011/2012 zdobył z nią Puchar Cypru, a potem także Superpuchar Cypru.

## Kariera reprezentacyjna
W 2017 roku Margaça przyjął obywatelstwo cypryjskie i 22 marca 2017 w wygranym 3:1 towarzyskim meczu z Kazachstanem, zadebiutował w reprezentacji Cypru.
Wcześniej występował w reprezentacji Portugalii U-18 oraz U-19.